# Aurel Sava
Aurel Tiberiu V. Sava (n. 6 ianuarie 1902, Calafat – d. 15 februarie 1954, București) a fost un jurist cu o activitate publicistică deosebită în domeniul Istoria României.

## Biografie
Aurel Tiberiu Sava s-a născut la Calafat, Dolj ca fiul lui Vasile Sava și al Ioanei Sava, născută Georgescu-Mărăcine. S-a căsătorit cu Mia Sava născută Golembiovschi. Din căsătorie nu au rezultat copii. A avut un frate, dr. med. Valentin Sava, și o soră, Stela Sava.

## Studii
Aurel Tiberiu Sava și-a făcut studiile superioare la București obținând în 1922 diploma de «Licențiat în drept». În anul 1948 își obține titlul de Doctor în Stiințe Juridice la București (Certificat nr. 2500/1948).

## Activitatea profesională
Pe 1 februarie 1923 este numit ajutor de judecător, la Judecătoria Ocol Slobozia. Cu data de 24 iunie 1924 este înaintat ca judecător provizoriu la aceeași judecătorie. Începând cu 12 mai 1925 activează ca procuror la Tribunalul Râmnicu Sărat, fiind transferat pe 29 noiembrie 1926, prin „Decretul 3868”, de asemeni ca procuror, la Tribunalul Odorhei. Pe 1 martie 1927 este trecut cu „Decretul nr. 588”, ca judecător de ședință la Tribunalul Putna. Cu data de 15 iulie 1930 este înaintat Președinte la Secțiunea III la Tribunalul Lăpușna.
Pe 7 februarie 1930 este delegat să exercite în mod temporar funcția de magistrat asistent la secțiunea I a Înaltei Curți de Casație și Justiție. Din 20 august 1935 este numit supleant pe termen de 2 ani în Comisiunea locală de disciplină Chișinău. Pe 2 august 1937 prin D.R. 2529 este delegat consilier la Curtea de Apel Chișinău, iar pe 1 aug. 1940 este încadrat definitiv pe acest post, fiind apoi pe 12 august 1940 cu D.R. 2688 numit consilier la Curtea Supremă Administrativă București, Secția II. La 23 iulie 1948, prin decizia 22782/1948 este trecut ca Inspector Administrativ la dispoziția Ministerului Afacerilor Interne. Pe 24 dec. 1948 este detașat la Oficiul de Studii prin Dec. 43486/1948. Din 25 martie 1949 este încadrat ca Inspector Șef D.G.L. București. Pe 1 august 1949 este transferat ca Șef de Serviciu la Consiliul de Stat pentru A.....pe lângă Sfatul Popular București, M.A.I.. Pe 1 nov. 1951 este încadrat prin Decizia 11497 ca Șef al Serviciului Raionării Teritoriale, din Direcția Generală a Treburilor Consiliului de Miniștri - Secția Organizatorică la București. Pe 1 decembrie 1952 este transferat prin decizia nr. 10611 ca Șef de Serviciu la Direcția Generală T.C.L. a M.A.I.
Între 1930 și 1936 a colaborat la revista "Milcovia" a corpului didactic al fostului județ Putna (dintre care făceau parte în special profesorii de la Colegiul Unirea), alături de alți dascăli ai Focșanilor acelor ani, printre care N. Al. Rădulescu, Ion Diaconu, Al. P. Sava, Nicolae Jechianu, I. Romanoai, etc. Revista publica studii despre geografia, istoria, bisericile și etnografia Vrancei.
A colaborat la revista “Arhivele Basarabiei” alături de Toma Bulat, Constantin Tomescu, Leon Boga, Nicolae Moroșanu, Gheorghe Rașcu, Ștefan Ciobanu, Teodor Porucic, Petru Ștefănucă, Emil Gane, Visarion Puiu, Nicolae Iorga, Ion Pelivan, Paul Mihailovici și mulți alții.
În cursul lunii august 1935, a făcut parte din echipa organizată de Secția sociologică, împreună cu celelalte secții ale Institutul Social Român care a cercetat monografic satul Iurceni. 
„Materialul documentar adunat în această campanie de cercetări monografice e destul de bogat și de mare valoare documentară. E de ajuns să pomenim numai de cele peste 100 de documente istorice asupra proprietății răzășești, descoperite de d-l. Președinte de Tribunal Aurel Sava (d-sa a cercetat acest sat și înainte de cercetările institutului și d-sale se datorește alegerea Iurcenilor pentru cercetări monografice).”— Dimitrie Gusti
A reușit să obțină câștigarea proceselor urmașilor răzeșilor din Vrancea, pentru redobândirea proprietăților ce le-au fost donate pe vecie de voevodul Ștefan cel Mare, proprietăți ce le-au fost înstrăinate de unii parveniți locali. Baza acestui succes a fost o activitate intensă ca documentarist istoric, care s-a sublimat și în colecții de documente publicate (vezi |)

## Asociații naționale/ internaționale
Din 1937 este membru al Ordinului Masonic Român 